# Bartek Wrona
Bartosz Michał Wrona (ur. 5 marca 1982 w Poznaniu) – polski piosenkarz, autor tekstów piosenek i producent muzyczny. W latach 1997–2002 wokalista boysbandu Just 5, od 2001 artysta solowy.

## Życiorys
W 1997 został wokalistą nowo powstałego zespołu Just 5. Zespół rozpoczął działalność albumem pt. Kolorowe sny, który osiągnął sukces rynkowy, podobnie jak tytułowy singiel, który trafił na ogólnopolskie listy przebojów. W 1998 zdobył kilka indywidualnych wyróżnień i nagród oraz zyskał popularność jako idol nastolatek. Na fali popularności nagrał z Just 5 jeszcze dwa albumy: Zaczarowany świat (1998) i Cień wielkich miast (2001). W 2002 zespół zakończył działalność.
W 2001 rozpoczął karierę solową. W 2003 nagrał piosenki: „Czas uwolnić rodzinę”, „Hugo” i „Pomóż marzeniom” na album pl. Hugo i jego piosenki. W 2004 wziął udział w piątej edycji reality show Bar w telewizji Polsat. W maju 2005 wydał drugi album pt. Jedna na milion, którą promował tytułowym singlem, będącym coverem przeboju Bossona „One in a Million”. W 2007 napisał utwór „Barwy szczęścia”, który został wykorzystany w czołówce serialu TVP2 o tym samym tytule. 8 września 2018 wziął udział w koncercie jubileuszowym Michała Wiśniewskiego.
W maju 2024 razem z Robertem Krylą reaktywował zespół Just 5. Jesienią tego samego roku uczestniczył w 21. edycji programu Twoja twarz brzmi znajomo, jednak po występie w kilku odcinkach wycofał się z dalszego udziału z powodów zdrowotnych.

## Życie prywatne
Od 2005 żonaty z Mariolą, którą poznał na planie programu rozrywkowego Stratosfera i która wystąpiła w teledysku do jego piosenki „Maria”.

## Dyskografia
Albumy solowe
| 2001                           | Zapomniałaś - Data: 22 października 2001 - Wydawca: Universal Music Polska | –  |
| 2005                           | Jedna na milion - Data: 23 maja 2005 - Wydawca: Universal Music Polska     | 28 |
| 2007                           | 25 - Data: 30 kwietnia 2007 - Wydawca: Fonografika                         | –  |
| 2010                           | Póki mamy siebie - Data: 1 marca 2010 - Wydawca: My Music                  | –  |
| „–” pozycja nie była notowana. |                                                                            |    |